# فهرست تک‌آهنگ‌های رتبه اول ۱۰۰ آهنگ داغ بیلبورد (۲۰۱۱)

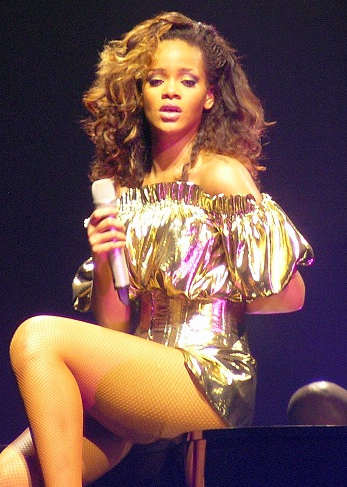
ریانا، خواننده باربادوسی، دو تک‌آهنگ به نام‌های «اس و ام» و «عشق را یافتیم» را خواند که دهمین و یازدهمین تک‌آهنگش بودند که در رتبه اول و بالای جدول قرار گرفتند.

۱۰۰ آهنگ داغ بیلبورد نوعی جدول فروش و استاندارد موسیقی برای سنجش میزان محبوبیّت تک‌آهنگ‌ها در ایالات متحده آمریکا است. داده‌های این جدول بر اساس فروش هفتگی کالاهای فیزیکی و دیجیتالی و پخش دوره‌ای تک‌آهنگ‌ها، توسط نیلسن سانداسکن گردآوری و توسط مجله بیلبورد منتشر می‌شود. در سال ۲۰۱۱، ۱۴ تک‌آهنگ در ۵۳ شماره از مجله رتبه اول را آوردند و یکی از آنها، ترانه «آتش‌بازی» اثر کیتی پری بود که در اواخر ۲۰۱۰ بالاترین موقعیت را در جدول آغاز کرد.
در سال ۲۰۱۱، نه گروه یا خواننده به عنوان خواننده اصلی یا همراهی‌کننده شامل ویز خلیفا، ادل، پیت‌بول، افروجک، نیر، ال‌ام‌اف‌ای‌او، لارن بنت، گون‌راک و کالوین هریس، برای نخستین‌بار ترانه‌هایشان در ایالات متحده رتبه اول را کسب کردند. همچنین شش همکاری در بالای جدول قرار گرفتند. خوانندگان پاپ، ادل، بریتنی اسپیرز، کیتی پری و ریانا دو ترانه‌شان رتبه اول جدول را در همان سال کسب کردند.[الف] «غوطه‌ور در ژرفا» اثر ادل، برترین تک‌آهنگ در ۲۰۱۱ بود و رتبه اول را در ۱۰۰ تک‌آهنگ داغ آخر سال بیلبورد کسب کرد. او به چهارمین تک‌خوان زنی تبدیل شد که چندین ترانه خوانده و ترانه‌اش در مدت زمان حداقل پنج هفته از هفته‌های سال را در رتبه اول جدول کسب کرده‌است.
«عشق را یافتیم» اثر ریانا، با مدت زمان هشت هفته متوالی در ۲۰۱۱ و دو هفته دیگر ۲۰۱۲، طولانی‌ترین ترانه در سال بود که رتبه اول را از آن خود داشت. این تنها اثر از یازدهمین ترانه توسط یک هنرمند زن بود که حداقل ده هفته را در رتبه اول تاریخ جدول گذرانده بود. «غوطه‌ور در ژرفا» اثر ادل به مدت هفت هفته، «این‌گونه زاده شده‌ام» اثر لیدی گاگا — که همچنین هزارمین تک‌آهنگی بود که در این جدول رتبه اول را کسب می‌کرد — و «سرود پارتی راک» اثر ال‌ام‌اف‌ای‌او به مدت شش هفته و «ئی.تی.» اثر کیتی پری و «یکی مثل تو» اثر ادل هر یک به مدت پنج هفته در رتبه اول جدول بوده‌اند.

## تاریخچه جدول

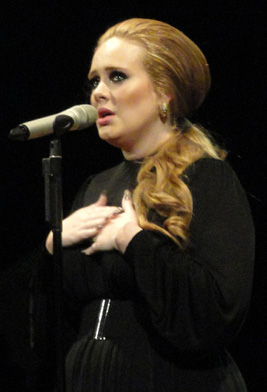
«غوطه‌ور در ژرفا» از ادل که برترین عملکرد ترانه در ۲۰۱۱ بود، رتبه اول را در ۱۰۰ تک‌آهنگ داغ آخر سال بیلبورد کسب کرد و همچنین به مدت هفت هفته در رتبه اول جدول بود.

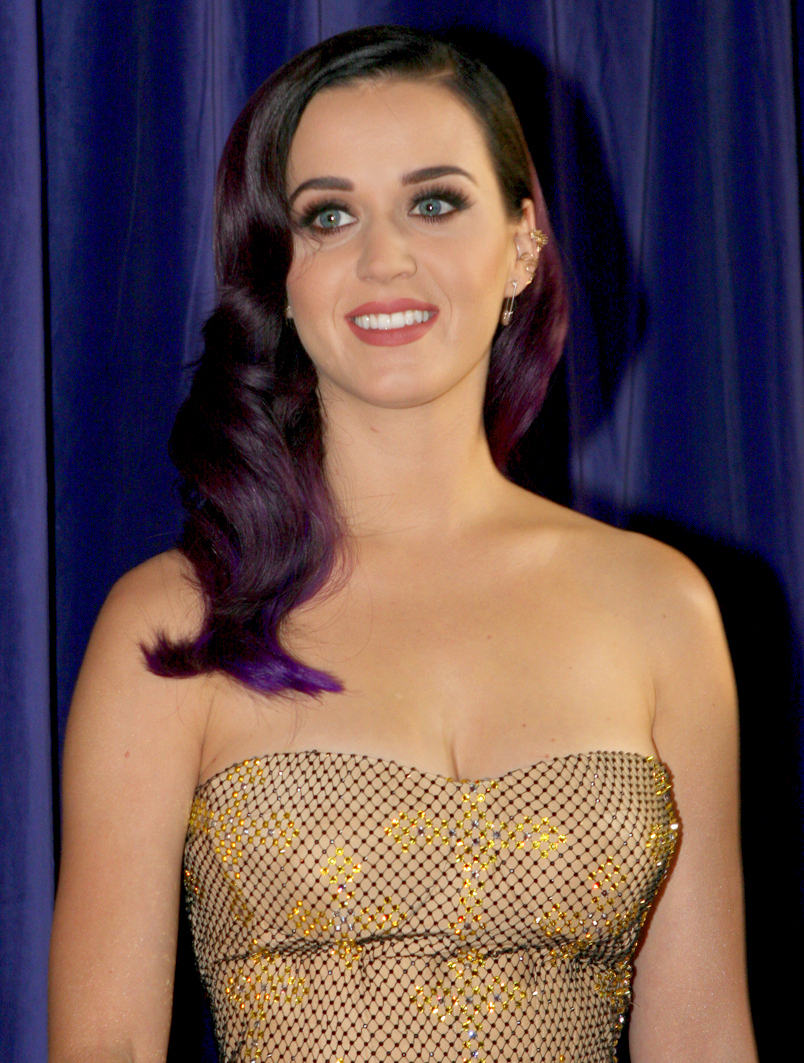
با «ئی.تی.» و «شب جمعه گذشته (تی‌جی‌آی‌اف)»، کیتی پری به نخستین هنرمند زن تاریخ تبدیل می‌شود که پنج ترانه‌اش از یک آلبوم رتبه اول را در جدول کسب می‌کنند.

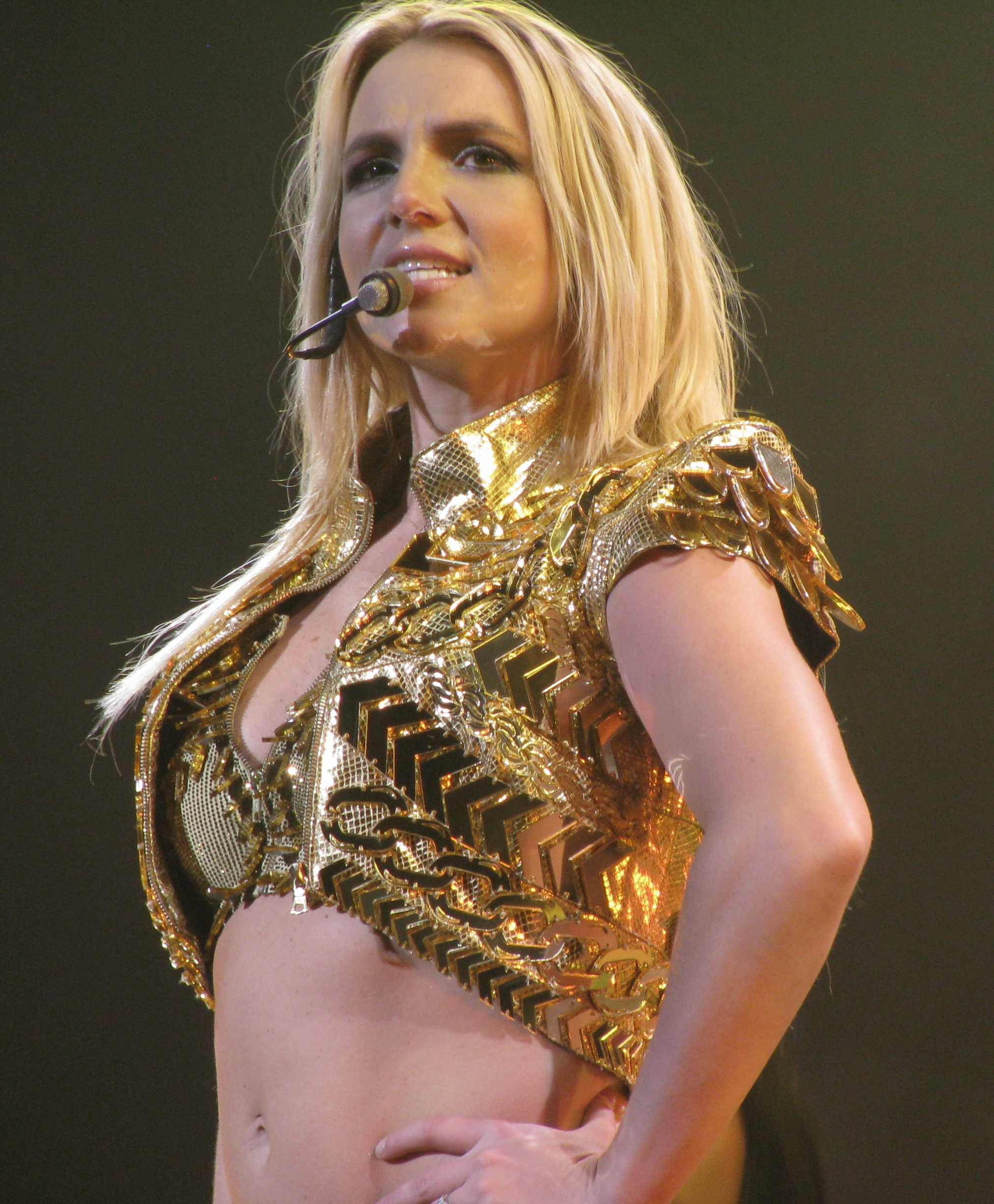
با انتشار «علیه من به‌کار می‌بری»، بریتنی اسپیرز به نخستین هنرمند زن در تاریخ تبدیل می‌شود که در دهه‌های ۱۹۹۰، ۲۰۰۰ و ۲۰۱۰ ترانه‌هایش در رتبه اول بوده‌اند.

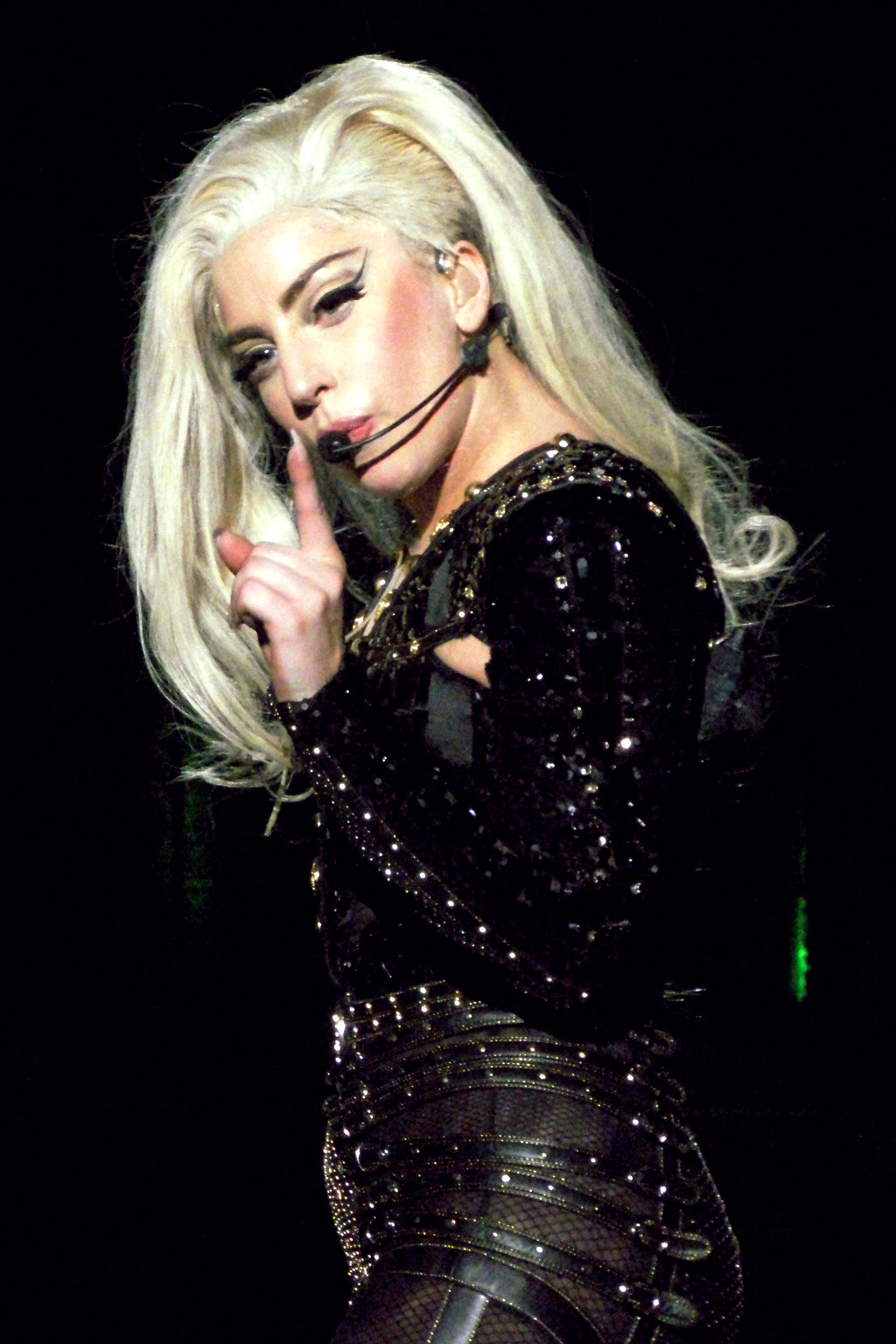
«این‌گونه زاده شده‌ام» از لیدی گاگا شش هفته متوالی را در رتبه اول جدول گذراند.

| شماره | تاریخ      | ترانه                      | هنرمند(ها)                          | منابع  |
| ----- | ---------- | -------------------------- | ----------------------------------- | ------ |
| ۹۹۶   | ۱ ژانویه   | «آتش‌بازی»                  | کیتی پری                            | [ ۱۱ ] |
| ۹۹۷   | ۸ ژانویه   | «نارنجک»                   | برونو مارس                          | [ ۱۲ ] |
| تکرار | ۱۵ ژانویه  | «آتش‌بازی»                  | کیتی پری                            | [ ۱۳ ] |
| تکرار | ۲۲ ژانویه  | «نارنجک»                   | برونو مارس                          | [ ۱۴ ] |
| ۹۹۸   | ۲۹ ژانویه  | «علیه من به‌کار می‌بری»      | بریتنی اسپیرز                       | [ ۹ ]  |
| تکرار | ۵ فوریه    | «نارنجک»                   | برونو مارس                          | [ ۱۵ ] |
| تکرار | ۱۲ فوریه   | «نارنجک»                   | برونو مارس                          | [ ۱۶ ] |
| ۹۹۹   | ۱۹ فوریه   | «سیاه و زرد»               | ویز خلیفا                           | [ ۱۷ ] |
| ۱۰۰۰  | ۲۶ فوریه   | «این‌گونه زاده شده‌ام»       | لیدی گاگا                           | [ ۷ ]  |
| ۱۰۰۰  | ۵ مارس     | «این‌گونه زاده شده‌ام»       | لیدی گاگا                           | [ ۱۸ ] |
| ۱۰۰۰  | ۱۲ مارس    | «این‌گونه زاده شده‌ام»       | لیدی گاگا                           | [ ۱۹ ] |
| ۱۰۰۰  | ۱۹ مارس    | «این‌گونه زاده شده‌ام»       | لیدی گاگا                           | [ ۲۰ ] |
| ۱۰۰۰  | ۲۶ مارس    | «این‌گونه زاده شده‌ام»       | لیدی گاگا                           | [ ۲۱ ] |
| ۱۰۰۰  | ۲ آوریل    | «این‌گونه زاده شده‌ام»       | لیدی گاگا                           | [ ۱۰ ] |
| ۱۰۰۱  | ۹ آوریل    | «ئی.تی.»                   | کیتی پری به همراه کانیه وست         | [ ۲۲ ] |
| ۱۰۰۱  | ۱۶ آوریل   | «ئی.تی.»                   | کیتی پری به همراه کانیه وست         | [ ۲۳ ] |
| ۱۰۰۱  | ۲۳ آوریل   | «ئی.تی.»                   | کیتی پری به همراه کانیه وست         | [ ۲۴ ] |
| ۱۰۰۲  | ۳۰ آوریل   | «اس و ام»                  | ریانا به همراه بریتنی اسپیرز        | [ ۲۶ ] |
| تکرار | ۷ مه       | «ئی.تی.»                   | کیتی پری به همراه کانیه وست         | [ ۲۷ ] |
| تکرار | ۱۴ مه      | «ئی.تی.»                   | کیتی پری به همراه کانیه وست         | [ ۲۸ ] |
| ۱۰۰۳  | ۲۱ مه      | «غوطه‌ور در ژرفا»           | ادل                                 | [ ۲۹ ] |
| ۱۰۰۳  | ۲۸ مه      | «غوطه‌ور در ژرفا»           | ادل                                 | [ ۳۰ ] |
| ۱۰۰۳  | ۴ ژوئن     | «غوطه‌ور در ژرفا»           | ادل                                 | [ ۳۱ ] |
| ۱۰۰۳  | ۱۱ ژوئن    | «غوطه‌ور در ژرفا»           | ادل                                 | [ ۳۲ ] |
| ۱۰۰۳  | ۱۸ ژوئن    | «غوطه‌ور در ژرفا»           | ادل                                 | [ ۳۳ ] |
| ۱۰۰۳  | ۲۵ ژوئن    | «غوطه‌ور در ژرفا»           | ادل                                 | [ ۳۴ ] |
| ۱۰۰۳  | ۲ ژوئیه    | «غوطه‌ور در ژرفا»           | ادل                                 | [ ۳۵ ] |
| ۱۰۰۴  | ۹ ژوئیه    | «همه چیز را به من بده»     | پیت‌بول همراه نی-یو، افروجک و نیر    | [ ۳۶ ] |
| ۱۰۰۵  | ۱۶ ژوئیه   | «سرود پارتی راک»           | ال‌ام‌اف‌ای‌او همراه لارن بنت و گون‌راک  | [ ۳۷ ] |
| ۱۰۰۵  | ۲۳ ژوئیه   | «سرود پارتی راک»           | ال‌ام‌اف‌ای‌او همراه لارن بنت و گون‌راک  | [ ۳۸ ] |
| ۱۰۰۵  | ۳۰ ژوئیه   | «سرود پارتی راک»           | ال‌ام‌اف‌ای‌او همراه لارن بنت و گون‌راک  | [ ۳۹ ] |
| ۱۰۰۵  | ۶ اوت      | «سرود پارتی راک»           | ال‌ام‌اف‌ای‌او همراه لارن بنت و گون‌راک  | [ ۴۰ ] |
| ۱۰۰۵  | ۱۳ اوت     | «سرود پارتی راک»           | ال‌ام‌اف‌ای‌او همراه لارن بنت و گون‌راک  | [ ۴۱ ] |
| ۱۰۰۵  | ۲۰ اوت     | «سرود پارتی راک»           | ال‌ام‌اف‌ای‌او همراه لارن بنت و گون‌راک  | [ ۴۲ ] |
| ۱۰۰۶  | ۲۷ اوت     | «شب جمعه گذشته (تی‌جی‌آی‌اف)» | کیتی پری                            | [ ۸ ]  |
| ۱۰۰۶  | ۳ سپتامبر  | «شب جمعه گذشته (تی‌جی‌آی‌اف)» | کیتی پری                            | [ ۴۳ ] |
| ۱۰۰۷  | ۱۰ سپتامبر | «حرکات شبیه جگر»           | مارون فایو همراه کریستینا آگیلرا    | [ ۴۴ ] |
| ۱۰۰۸  | ۱۷ سپتامبر | «یکی مثل تو»               | ادل                                 | [ ۴۵ ] |
| تکرار | ۲۴ سپتامبر | «حرکات شبیه جگر»           | مارون فایو همراه با کریستینا آگیلرا | [ ۴۶ ] |
| تکرار | ۱ اکتبر    | «حرکات شبیه جگر»           | مارون فایو همراه با کریستینا آگیلرا | [ ۴۷ ] |
| تکرار | ۸ اکتبر    | «حرکات شبیه جگر»           | مارون فایو همراه با کریستینا آگیلرا | [ ۴۸ ] |
| تکرار | ۱۵ اکتبر   | «یکی مثل تو»               | ادل                                 | [ ۴۹ ] |
| تکرار | ۲۲ اکتبر   | «یکی مثل تو»               | ادل                                 | [ ۵۰ ] |
| تکرار | ۲۹ اکتبر   | «یکی مثل تو»               | ادل                                 | [ ۵۱ ] |
| تکرار | ۵ نوامبر   | «یکی مثل تو»               | ادل                                 | [ ۵ ]  |
| ۱۰۰۹  | ۱۲ نوامبر  | «عشق را یافتیم»            | ریانا به همراه کالوین هریس          | [ ۱ ]  |
| ۱۰۰۹  | ۱۹ نوامبر  | «عشق را یافتیم»            | ریانا به همراه کالوین هریس          | [ ۵۲ ] |
| ۱۰۰۹  | ۲۶ نوامبر  | «عشق را یافتیم»            | ریانا به همراه کالوین هریس          | [ ۵۳ ] |
| ۱۰۰۹  | ۳ دسامبر   | «عشق را یافتیم»            | ریانا به همراه کالوین هریس          | [ ۵۴ ] |
| ۱۰۰۹  | ۱۰ دسامبر  | «عشق را یافتیم»            | ریانا به همراه کالوین هریس          | [ ۵۵ ] |
| ۱۰۰۹  | ۱۷ دسامبر  | «عشق را یافتیم»            | ریانا به همراه کالوین هریس          | [ ۵۶ ] |
| ۱۰۰۹  | ۲۴ دسامبر  | «عشق را یافتیم»            | ریانا به همراه کالوین هریس          | [ ۵۷ ] |
| ۱۰۰۹  | ۳۱ دسامبر  | «عشق را یافتیم»            | ریانا به همراه کالوین هریس          | [ ۲ ]  |

| Best performing single of 2011 | نشان‌دهنده برترین عملکرد تک‌آهنگ ۲۰۱۱ |

## یادداشت
- ^  پری در سال ۲۰۱۱ سه تک‌آهنگ داشت که در جدول رتبه اول را کسب کرده بودند. با این حال، ترانه «آتش بازی» جزء برترین‌های ۲۰۱۱ محسوب نمی‌شود؛ زیرا قبلاً در ۲۰۱۰ در بالای جدول قرار داشت.[۳][۵۸]